# Пнювек (Сілезьке воєводство)
Пнювек (пол. Pniówek) — село в Польщі, у гміні Павловиці Пщинського повіту Сілезького воєводства.
Населення — 552 особи (2011).
У 1975-1998 роках село належало до Катовицького воєводства.

## Демографія
Демографічна структура станом на 31 березня 2011 року:
|          | Загалом | Допрацездатний вік | Працездатний вік | Постпрацездатний вік |
| -------- | ------- | ------------------ | ---------------- | -------------------- |
| Чоловіки | 258     | 56                 | 175              | 27                   |
| Жінки    | 294     | 58                 | 171              | 65                   |
| Разом    | 552     | 114                | 346              | 92                   |